# Titus Buberník
Titus Buberník (12. října 1933 Pusté Úľany – 27. března 2022 Bratislava) byl slovenský fotbalista, československý reprezentant, držitel stříbrné medaile z mistrovství světa v Chile roku 1962.
Byl především záložníkem, známý jako gentleman na hřišti (nikdy nebyl vyloučen). Za československou reprezentaci odehrál 23 zápasů a vstřelil pět gólů. Zúčastnil se již mistrovství světa roku 1958 ve Švédsku, kde v zápase se Severním Irskem prožil reprezentační debut, největšího úspěchu však dosáhl na mistrovství v Chile, kde tehdejší Československo skončilo na 2. místě. Má také bronzovou medaili z historicky prvního mistrovství Evropy roku 1960 (tehdy nazývaného Pohár národů).
V dorosteneckých kategoriích hrál za Slovan Bratislava, hrát ligu však dostal možnost ve VSS Košice. Tam působil v letech 1953–1956. Vrchol kariéry prožil v ČH Bratislava (budoucí Inter Bratislava), za nějž hrál v letech 1956–1968. Poslední dva roky kariéry prožil v rakouském LASK Linec. Jeho vnučkou je zpěvačka Virgínia Buberníková, známá účinkováním ve SuperStar 2013.